# 후루타촌
후루타촌(일본어: 古田村)은 일본 히로시마현 사에키군에 존재했던 촌이다. 1889년의 정촌제 시행에 의해 구사쓰촌이 성립하여,, 1929년 4월 1일, 히로시마시에 편입, 합병되어 소멸하였다. 
현재의 히로시마시 니시구에 해당한다.